# Hilpertia
Hilpertia là một chi rêu trong họ Pottiaceae.